# Herb gminy Podgórzyn
Herb gminy Podgórzyn – symbol gminy Podgórzyn.

## Wygląd i symbolika
Herb przedstawia na tarczy o kształcie okrągłym wizerunek muflona na tle krajobrazu górskiego. Całość otacza żółta obwódka z napisem „GMINA PODGÓRZYN ★★★ KARKONOSZE”. Swoją formą herb przypomina logo.